# Elektronischer Produktcode
Der Elektronische Produktcode (EPC) ist ein international verwendetes Schlüssel- und Codesystem für eine eindeutige Identifikationsnummer, mit dem Produkte, logistische Einheiten (Umverpackungen, Transportpaletten etc.), Anlagen, Servicebeziehungen, Dokumente, Mehrwegtransportbehälter und Lokationen (z. B. Gebäude(teile) oder Lagerstandorte) weltweit eindeutig gekennzeichnet und identifiziert werden können. In Kombination mit der RFID-Technik ist eine Erfassung und Verfolgung von Objekten, die mit einem Transponder mit EPC versehen sind, ohne Sicht- und Berührungskontakt möglich.
EPC ermöglicht eine eindeutige Kennzeichnung von Objekten nach Klasse oder Typ (z. B. eine GTIN) und Instanz (in diesem Fall eine serialisierte GTIN) (z. B. Handelseinheiten, logistische Einheiten oder Transportbehälter). Dafür wird der EPC auf einem Datenträger gespeichert, welcher an dem zu identifizierenden Objekt angebracht wird. Als Datenträger wird in der Regel ein RFID-Chip nach ISO 18000-6C verwendet, der diesen Code speichert und überträgt. Alternativ ist auch die Codierung des EPC in einem Strichcode üblich.

## Normung
Der EPC wurde im Auftrag der US-amerikanischen Industrie vom MIT entwickelt und wird heute in Zusammenarbeit der Auto-ID Labs und EPCglobal, aufgegangen in GS1, gepflegt. GS1 International ist ein internationaler industrieller Interessenverband mit Sitz in Brüssel, der in der internationalen Normung der ISO mitarbeitet.
Die industrielle Standardisierungsorganisation GS1 (ehemaliges Uniform Code Council (UCC)) und EAN International (seit 18. Februar 2005 neu firmiert als GS1) hatte für die Definition der notwendigen Standards, Vermarktung und Öffentlichkeitsarbeit des EPC Codes das Konsortium EPCglobal Inc. gegründet. GS1 International in Brüssel hat diese Aktivitäten international neu geordnet. In Deutschland wird diese Aufgabe von GS1 Germany, ehemals CCG, mit Sitz in Köln wahrgenommen.
Um die Verträglichkeit mit anderen internationalen Normen und Standards sicherzustellen, wird die Funkausbreitung für Elektronische Produktcodes nach den Regeln der verschiedenen ISO-Normen ISO/IEC 18000-6C etc. konfiguriert. Weitere ISO-Normen bestimmen die Verträglichkeit mit anderen Code- und Schlüsselsystemen, beispielsweise folgt die Nummernsystematik der internationalen Norm ISO/IEC 15418.

## Funktionsweise

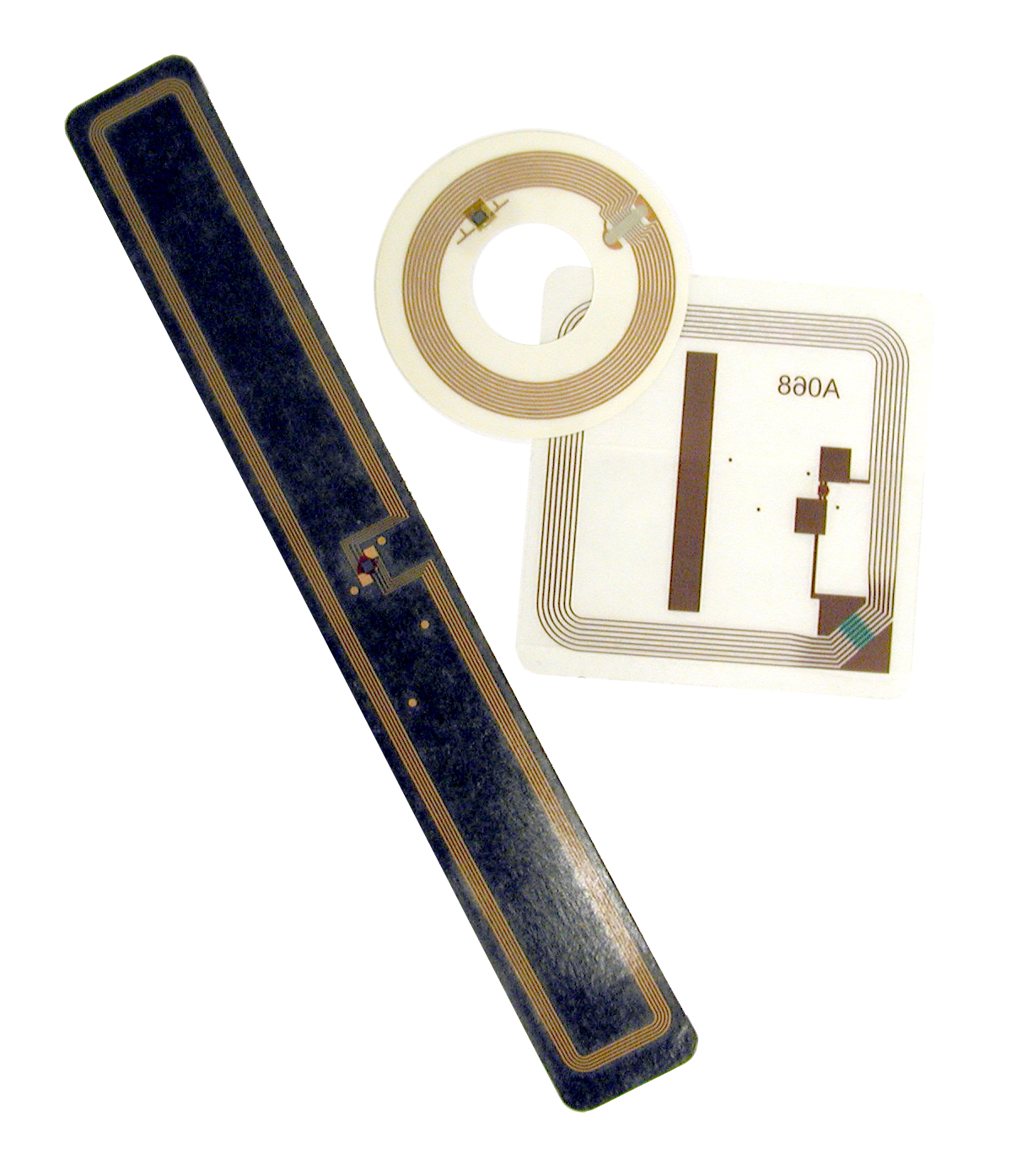
Verschiedene RFID-Transponder

In Ergänzung zum herkömmlichen Barcode wird für die Speicherung ein RFID-Transponder (Radio Frequency Identification) genutzt. Es ist eher ungewöhnlich, wenn ein Objekt nur einen RFID-Transponder, aber keinen Barcode trägt. Das Auslesen erfolgt für den EPC berührungslos und, anders als bei optischen Codes, bei elektronischen Codes ohne direkten Sichtkontakt. Hingegen muss die funktechnische Sicht, also die Überbrückung des Leseabstandes, erreicht werden. Bestimmend für einen eindeutigen Leseerfolg ist auch die räumliche Separation von anderen Kennzeichen. Ein solcher Identifikationsfehler wäre nicht verträglich mit den gesetzlichen Nachweispflichten der Transporteure.
Es ist unwahrscheinlich, dass der EPC in Kombination mit RFID die Identnummern wie Global Trade Item Number (GTIN), EAN oder Nummer der Versandeinheit (NVE/SSCC) auf Basis von Barcodes zur optischen Erfassung mittelfristig ablösen wird: Bei Ausfall des RFID-Tags wäre das Objekt ohne optischen Code dann ohne eigene Identifikation und der Transporteur oder der Verbraucher ohne Identifikationsmöglichkeit. Ein solcher Identifikationsfehler wäre nicht verträglich mit den gesetzlichen Kennzeichnungspflichten der Hersteller.

## Nummernsystematik
Die detaillierte Nummerierung folgt den industriellen Standards von GS1. Die Codierung, die im zuerst entworfenen EPC vom EAN abwich, ist im GS1/EPCglobal Tag Data Standard spezifiziert. Im Gegensatz zum ursprünglichen Nummernidentsystem (beispielsweise "EAN.UCC System" von GS1), das lediglich Produkt in Klassen und Typen markiert (z. B. CD-Player Typ abc vom Hersteller xyz), hat der EPC die Möglichkeit, jedes Endprodukt eindeutig zu identifizieren (z. B. CD-Player Typ abc vom Hersteller xyz Seriennummer 1234567). Aus diesem Grund wurden einigen Nummernidents wie z. B. dem GTIN (14-stellige EAN) eine Seriennummer angehängt, und man bezeichnet diese als SGTIN (Serialised Global Trade Item Number).

### Aufbau der Nummerncodes
Der EPC ist eine Ziffernfolge mit einer Länge von mindestens 64 Bit (EPC-64, ungebräuchlich), 96 Bit (EPC-96) weiter erweitert (GS1-128) oder länger (je nach eingesetztem Nummernident bis zu 204 Bit). Die derzeit verwendeten Nummernidents basieren auf der von GS1 vergebenen Internationalen Lokationsnummer Global Location Number (kurz GLN) des Typs 2 und wurden im EPC abgebildet. Die verschiedenen EPC-Versionen sollen aufwärtskompatibel sein.
Der grundsätzliche Aufbau der EPC-Ziffernfolge ist wie folgt (hier EPCGlobal Tag Data Standards Generation 1):
- Header: Kennzeichnung des nachfolgenden EPC-Nummernident (SSCC-96, SGTIN-96). Die nachfolgende Aufteilung kann je nach abgebildetem Nummernident variieren.

- Filterwert: Gibt an, um welchen Typ von Einheit es sich handelt (z. B. Artikel, Unterkarton oder Karton)

- Partition: Gibt an, an welcher Stelle die EPC-Manager-Nummer und die Objektklassennummer getrennt werden müssen (die beiden genannten Felder haben nur in der Summe eine feste Länge und variieren in der Abgrenzung zueinander)

- Company Prefix: Kennzeichnung des Inverkehrbringers. Der Company Prefix entspricht der so genannten Basisnummer der GLN (deutsch: ILN) Typ 2.

- Objektklassennummer (Item Reference/Asset Type): enthält die Nummer des Produkts (z. B. Milchflasche 1 Liter, 1,5 % Fett, Tetra-Pak). Die EPC Object Class entspricht der Artikelnummer.

- Seriennummer: enthält eine fortlaufende Nummer des Artikels (z. B. jede einzelne Milchflasche eines bestimmten Produzenten eines bestimmten Artikels)

Die bisher verwendeten Prüfziffern (letzte Ziffer in einem GTIN) werden im EPC nicht mehr verwendet, da das Prüfverfahren des RFID-Tags oder des Barcodes mit Zeichen außerhalb des vom Anwender bestimmten Codes arbeitet.

## Auswertung
Die Auswertung der komplexen Codestruktur des EPC erfordert für eine wirtschaftlich sinnvolle Nutzung eine Vernetzung und eine Serverfunktion.

### Object Name Service
Zur Auswertung eines gelesenen EPCs kann der Object Name Service (ONS) von GS1 verwendet werden, der weltweit über das Internet zugänglich ist. ONS verwendet das bewährte Domain Name System (DNS), um einem EPC einen oder mehrere Naming Authority Pointer (NAPTRs) zuzuordnen. Ein NAPTR gibt an, wo Informationen über das von EPC referenzierte Objekt abgelegt sind, und über welche Methoden auf diese Daten zugegriffen werden kann. ONS kann als verteiltes Datenbank-System verstanden werden. Betrieben werden sollen die ONS-Server und -Dienste von den jeweiligen Landesorganisationen von GS1. Die Root-Server für den ONS-Dienst werden von der US-amerikanischen Firma VeriSign betrieben.

### Physical Markup Language
Die Physical Markup Language (PML) ist ein Dateiformat (ähnlich XML) zur Beschreibung von physischen Objekten. PML ermöglicht es, die Informationen zu den Objekten strukturiert abzuspeichern. Dabei entsteht eine hierarchische Baumstruktur, die sowohl von Menschen als auch von Maschinen verarbeitet werden kann. PML-Dateien werden auf sogenannten PML-Servern abgelegt, die von den einzelnen Teilnehmern der Logistikkette betrieben werden können.

## Kritik
Die Anwendung des Elektronischen Produktcodes EPC ist außerhalb der Warenverteilung weniger üblich. So werden Teile in der industriellen Montage eher selten über EPC identifiziert, dort bleiben andere Nummernsysteme eine wirtschaftliche Form der Kennzeichnung. Weiter werden einzelne Produkte beim Verbraucher mangels Lesegerät eher selten über Codes identifiziert, dort bleibt der Klartext eine übliche Form der Kennzeichnung.

### Haltbare Kennzeichen über die Produktlebensdauer
Im Zusammenhang mit der Kennzeichnung durch optische Codes oder mittels RFID-Etiketten können gekennzeichnete bewegliche Objekte technisch nicht nur von der Herstellung über die Logistik bis in den Handel geführt werden, sondern auch bis zum Verbraucher (im Falle von zum Beispiel Kleidung auch lange nach dem Kauf) verfolgt werden. Für diese letzte Stufe ist bisher kein Konzept mit dem EPC als wirtschaftlich bekannt oder allgemein akzeptiert.

### Kennzeichen für die Rücknahmeverpflichtung
Über die Warenverteilung hinaus können Produkte oder Produktverpackungen auch für die gesetzlich verpflichtend vorgeschriebene Rücknahme gekennzeichnet werden. Im Zusammenhang mit jeder Rücknahmeverpflichtung sind besonders langlebige Codeträger sinnvoll. Dabei spielt die Gestaltung des Codeinhalts keine entscheidende Rolle. Für diese lange Verwendungsdauer ist bisher kein Konzept mit dem EPC als wirtschaftlich bekannt oder allgemein akzeptiert.
Eine Integration in Verwendungen des EPC ist in der Regel nicht der Fall, folgende Verfahren sind beispielsweise nicht in die Verfahren der Kennzeichnung von GS1 integriert
- Im Rücknahmesystem Grüner Punkt für die Rücknahme von Leerverpackungen wird eine separate Bildmarke verwendet. Für Sammlung von gewerblichen Verpackungen werden keine Kennzeichen verwendet.
- Für die Rücknahmepflichten von Batterien werden in Europa separate Bildmarken verwendet. Das Rücknahmesystem der GRS (Gemeinsamen Rücknahmesystem) ist nicht in die Verfahren von GS1 integriert.
- Für die Rücknahmeversprechen von Pfandflaschen in Deutschland werden separate Bildmarken verwendet, dabei nennt der Gesetzgeber keine Vorgaben.[10]
- Für die Rücknahmepflichten elektronischen Geräts nach den UN-Regel RoHS und WEEE befinden sich am Produkt selbst keine geeigneten Produktkennzeichen, die verwendeten Typkennzeichen unterscheiden die Produkte nicht.
- Für die Rücknahme von in oder außerhalb von Apotheken gekauften Medikamenten sieht der Vorschlag von GS1 zur Kennzeichnung mit EPC am Produkt genauso wenig eine Lösung vor, wie das bisherige Kennzeichen mit Pharmazentralnummer.

### Sicherungseigenschaften
Der EPC kennt keine Echtheitsmerkmale oder Sicherungseigenschaften für den Code. Insbesondere nennt GS1 für das Codesystem keine Hinweise auf die Anwendung oder Erfüllung internationalen Normen sicherer Informationstechnik, wie beispielsweise gemäß den internationalen Normen ISO/IEC 15446 (Profile), ISO/IEC 15408 und 15446 (Evaluierung), ISO/IEC 18405 und ISO/IEC 20004 (Software), sondern referiert ausschließlich sichere Zugriffs- und Übertragungsverfahren.
Jeder EPC kann gefälscht werden oder gefälscht sein. Lediglich der Code oder das RFID-Etikett kann über seine inhärente Identnummer als authentisch über eine Serverfunktion referiert werden als Möglichkeit der Überprüfung erkannter Codes. Für eine gegen Verfälschung sichere Produktkennzeichnung sind andere Verfahren zusätzlich zu benutzen.

### Kundeninformation
Der EPC-Code zeigt dem Kunden die Identität des Produkts als Typ oder als Instanz. Die Verwendung eines elektronischen RFID-Etiketts am Produkt wird verschiedentlich durch eine weitere Bildmarke angezeigt.
Die Vision der so genannten automatischen Transponderkasse ist durch GS1 seit 2005 bekannt, aber bisher außer in Demonstrationseinrichtungen nicht eingeführt. Interaktive Lösungen unter Verwendung gängiger Codesysteme haben sich jedoch gut bewährt.
Die in Deutschland üblichen Pfandkennzeichen für Getränkeflaschen sind nicht in die Verfahren von GS1 integriert, es werden weitere Bildmarken verwendet.

### Kennzeichnen von Lebewesen als Produkte
Das Kennzeichnen von Lebewesen als Produkte mittels EPC wäre technisch möglich, wird bisher aber nicht beobachtet. Das Kennzeichnen von Nutztieren und von Haustieren folgt anderen Vorgaben, die mit dem Codesystem des EPC nicht verträglich sind. Entsprechende spezielle Chips lassen sich in Lebewesen implantieren. Ein spezielles Lesegerät ist dann in der Lage, die Daten berührungslos auszulesen.

### Personenkennzeichen
Das Kennzeichnen von Personen mit EPC wäre technisch möglich, wurde aber bisher nicht vorgeschlagen. Für solche Zwecke existieren in Deutschland bisher mindestens drei verschiedene Nummernsysteme (Personenkennziffer der Bundeswehr, Steuer-Identifikationsnummer und Versicherungsnummer der Rentenversicherung), zu denen keine Übereinstimmung mit den international genormten Passnummern oder europäisch bisher nicht vereinheitlichten Ausweisnummern besteht und die mit dem Codesystem des EPC nicht verträglich sind.